# Prachtoproller
De prachtoproller (Armadillidium pulchellum) is een pissebed uit de familie Armadillidiidae. De wetenschappelijke naam van de soort is voor het eerst geldig gepubliceerd in 1799 door Zenker.